# 自由基加成
自由基加成是在有機化學中涉及自由基的加成反應 。自由基加成可能是由二個自由基反應，也可能是一個自由基和非自由基反應。以下是自由基加成反應的基本步驟（也稱為作為自由基鏈機制）
- 起始反應: 由自由基起始劑使非自由基的前驅體產生自由基。
- 鏈傳播（英语：Chain propagation）：非自由基與自由基發生反應，產生新的自由基。
- 鏈終止（英语：Chain termination）：兩個基團彼此反應，產生一個非自由基。

自由基反應取決於一個（相對）弱鍵的試劑，以均裂形式形成自由基（通常是通過熱或光）。如果沒有弱鍵的試劑可能會進行不同的機制。像Meerwein芳基化反应就是涉及芳基的加成反應。

## 加入無機酸到烯烴
可通过一个烷氧自由基催化的溴化氢加成至烯烃的反马氏规则反应进行举例如下。在該反應中，催化量的有机过氧化物可提取溴化氢中的酸性质子并产生溴自由基，并需要完全等当量的烯烴和酸以完成该自由基反应。
需要注意的是自由基更倾向于取代至取代基较多的碳原子上。而氯化氫或碘化氫通常不会发生自由基加成反应。這兩種反應皆為需要大量能量的吸热反应。

## 自终止氧化自由基环化反應
在一种特殊的自终止氧化自由基环化反应中，炔烴经分子內自由基环化反应反應氧化成酮，且自由基是无机而非有機自由基。该反应之所以称之为自终止自由基反应，是因为该反应中不存在链引发过程且自由基引发剂为化学等当量添加。
舉一個例子，硝酸鈰銨发生光解反应產生硝酸根自由基，且與炔烴反應，產生一种反應活性很強的乙烯自由基，然後經由1,5 - 氫原子轉移（HAT）和5-exo-trig 環合反應产生羰基自由基。硝基自由基因活性不足以发生链引发反应而与羰基自由基发生链终止反应，从而形成了酮化合物。